# Geländeoberkante
Geländeoberkante (oft abgekürzt GOK) oder Geländeoberfläche ist in den Geowissenschaften und in der Geotechnik die Bezeichnung für die natürliche oder anthropogene Erdoberfläche auf dem trockenen Land. Die Geländeoberkante dient als Referenzfläche für verschiedene Tiefenmaße wie etwa die Teufe in Geologie und Bergbau oder den Flurabstand in der Hydrogeologie. Im Bergbau wird die Geländeoberkante auch als Tagesoberfläche bezeichnet. Im Bereich von Gewässerufern wird der Flurabstand 0 und die Geländeoberkante geht in eine Gewässeroberfläche über. Der Abstand zwischen der Geländeoberkante und einer Höhenreferenzfläche (z. B. dem vor Ort geltenden mittleren Meeresspiegel) entlang einer Lotlinie ist die Geländehöhe am Schnittpunkt zwischen Geländeoberkante und Lotlinie.
Geländeoberkante und Gewässeroberflächen bilden die in einem digitalen Geländemodell modellierte Oberfläche – im Gegensatz zum digitalen Oberflächenmodell, das Gebäude und Bäume mit einschließt.
In baurechtlichem Zusammenhang ist die Geländeoberkante die Schnittlinie zwischen fester Erdoberfläche und den Außenflächen eines Gebäudes – die korrekte baurechtliche Bezeichnung lautet hierbei Geländeoberfläche.